# Твістрінген
Твістрінген (нім. Twistringen) — місто в Німеччині, розташоване в землі Нижня Саксонія. Входить до складу району Діпгольц.
Площа — 114,22 км2. Населення становить 12 527 ос. (станом на 31 грудня 2021).